# Centris eisenii
Centris eisenii är en biart som beskrevs av Fox 1893. Centris eisenii ingår i släktet Centris och familjen långtungebin. Inga underarter finns listade.